# Пари Сен-Жермен
«Пари́ Сен-Жерме́н» (фр. Paris Saint-Germain Football Club; французское произношение: [paʁi sɛ̃ ʒɛʁmɛ̃]) или ПСЖ (фр. PSG) — французский профессиональный футбольный клуб из Парижа. Основан в 1970 году. Самый титулованный клуб страны. Единственный французский клуб, выигравший «требл». «Пари Сен-Жермен» тринадцать раз становился чемпионом Франции, шестнадцать раз выигрывал Кубок Франции, девять раз Кубок французской лиги и тринадцать раз Суперкубок Франции. Клуб добивался успеха на европейской арене, выиграв Кубок обладателей кубков УЕФА в 1996 году, обыграв в финале венский «Рапид», а также становился победителем Лиги чемпионов УЕФА в 2025 году, обыграв в финале итальянский «Интернационале».
В 1991 году клуб был куплен каналом французского телевидения — Canal+, но вследствие отделения спортивного подразделения, в 2006 году ПСЖ был куплен двумя инвестиционными фондами: Colony Capital, Butler Capital Partners и американским банком — Morgan Stanley. 30 июня 2009 года Colony Capital купил часть Morgan Stanley и стал акционером, владея большей частью акций. 31 мая 2011 года фонд Qatar Sports Investments выкупил 70 % акций ПСЖ.
Выступает в Лиге 1, высшем дивизионе в системе футбольных лиг Франции. Действующий чемпион Франции, завоевавший свой 13-й и четвёртый подряд титул в сезоне 2024/25.

## История

### 1970—1974

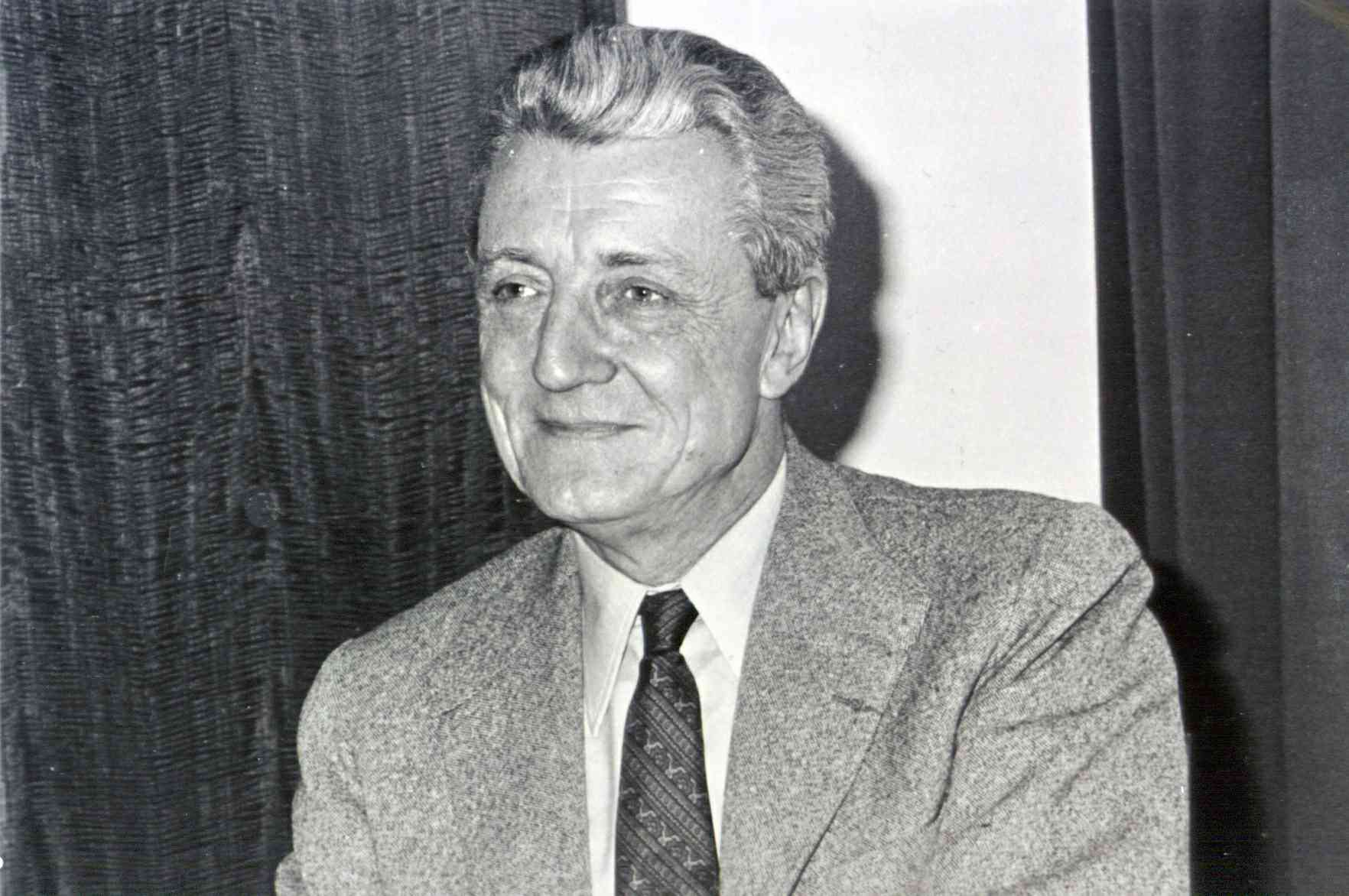
Ги Кресан, один из основателей клуба

12 августа 1970 года состоялось слияние специально созданного клуба «Париж» с командой Stade Saint-Germain из пригорода Парижа Сен-Жермен-ан-Ле. Stade Saint-Germainois, существовавший с 1904 года, в тот год вышел из 3-го французского дивизиона во 2-й. Новый клуб Paris Saint-Germain возглавили Ги Кресан и Пьер-Этьенн Гюйо.
По итогам сезона 1970/1971 ПСЖ вышел в высший дивизион вместе с «Монако» и «Лиллем». В сезоне 1971/72 клуб занял 16-е место, причём к концу сезона последовал финансовый кризис и связанные с ним разногласия в руководстве, которые привели к разделению клуба на «Париж» и «Пари Сен-Жермен». «Париж» остался в высшем дивизионе, а ПСЖ стал снова любительской командой, и был отправлен назад в третий дивизион. Вскоре ПСЖ вернулся в элиту и больше её никогда не покидал. «Париж» опустился во 2-й дивизион в год второго прихода ПСЖ в высшую лигу.

### 1974—1978
В 1974 году у «Седана» был приобретён алжирец Мустафа Далеб (в команде до 1984 года). С 1975 года на поле появляется воспитанник клуба, защитник Жан-Марк Пилорже (в команде до 1989 года). Ветеран «Бенфики» португалец Умберто Коэльо провёл в составе парижан два сезона, пока его не сменил в 1977 году такой же опытный игрок опорной зоны «Сент-Этьенна» Жан-Мишель Лярке. Тогда же, в 1977-м, в «Реймсе» был куплен аргентинский нападающий Карлос Армандо Бьянки.
В 1975 году клуб проиграл полуфинал Кубка Франции. Скандал с двойными билетами на стадион закончился двухлетним запретом на участие в еврокубках и сменой президента клуба. Даниэль Эштер ушёл в отставку, и с января 1978 года ПСЖ на 13 лет возглавил Франсис Борелли.

### 1978—1986
В 1978 году клуб пригласил знаменитого голкипера Доминика Барателли, одного из лидеров «Сент-Этьенна» Доминика Батнэ и Луиса Фернандеса. В «Страсбур» ушёл Карлос Бьянки, успевший дважды в составе парижан стать лучшим бомбардиром чемпионата. Тренером стал Жорж Пейрош. Линия атаки ПСЖ перед началом сезона 1980/81 приобрела строгие очертания: Намбатинг Токо — Доминик Рошто — Саар Бубакар. Команда впервые финиширует в чемпионате на пятой позиции, а на следующий сезон парижане празднуют завоевание своего первого трофея: в финале Кубка одержан верх над грандом французского футбола «Сент-Этьенном», ведомым Мишелем Платини.
В 1983 году был выигран ещё один Кубок Франции с Сафетом Сушичем и Осси Ардилесом в составе. Клуб впервые занял третье место в чемпионате. Дебют в еврокубках вышел относительно неплохим — команда дошла до четвертьфинала, где проиграла бельгийскому «Ватерсхейю».
В 1984 году Доминик Рошто и Луис Фернандес стали в составе сборной Франции чемпионами Европы, а Жан-Клод Лему — олимпийским чемпионом. В 1985 году ПСЖ финишировал 13-м, несмотря на приличный состав. Борелли резко обновил клуб, приняв приглашение из «Ланса» тренера Жерара Улье. Летом 1985 года команду покинули 17 футболистов, приглашены 9.
На старте первенства 1985/1986 команда провела 26 игр подряд без поражений и выиграла чемпионат Франции, в Кубке проиграв в полуфинале «Бордо». В команде выделялись основной голкипер сборной Франции Жоэль Батс (только что приглашённый на смену Барателли), защитники Мишель Бибар, Филипп Жанноль и Пилорже, полузащитники Луис Фернандес, Сафет Сушич и Пьер Вермюлен, и форвард Рошто.

### 1986—1991
Мотор «Пари Сен-Жермена» Луис Фернандес переходит в «Расинг», который получил свою вторую, но недолгую жизнь, благодаря финансированию военно-промышленным концерном Matra. Несколько качественных усилений команды эту единственную ключевую потерю компенсировать не смогли. Четвёртый этап прошёл очень неровно. 7-е место в 1987 году, спасение от вылета в Дивизион 2 в трёх завершающих турах и 15-е место в 1988-м. В 1988 году команду принимает Томислав Ивич. Сверхосторожная тактическая расстановка с пятью защитниками принесла высокие позиции при низкой забивной результативности. В матче 35-го тура в Марселе парижане упускают чемпионский титул, пропустив единственный гол на 89-й минуте с дальнего расстояния от Франка Созе. Следующий сезон 1989/90 окажется для подопечных Ивича куда менее интересным — 5-е место, и команду принимает Анри Мишель. Результат ещё более плачевный. Качели заканчиваются в 1991 году, когда клуб оказывается в распоряжении телевизионщиков из Canal+. Той весной клуб покидает превосходный югославский диспетчер Сафет Сушич, выступавший за ПСЖ с середины сезона 1982/83, которому принадлежит клубный рекорд голевых передач в ходе одного матча (5 пасов в игре с «Бастией» в чемпионате 1984/85). Ранее Клуб успел попрощаться с Домиником Рошто (1987) и Жаном-Марком Пилорже (1989).

### 1991—1998

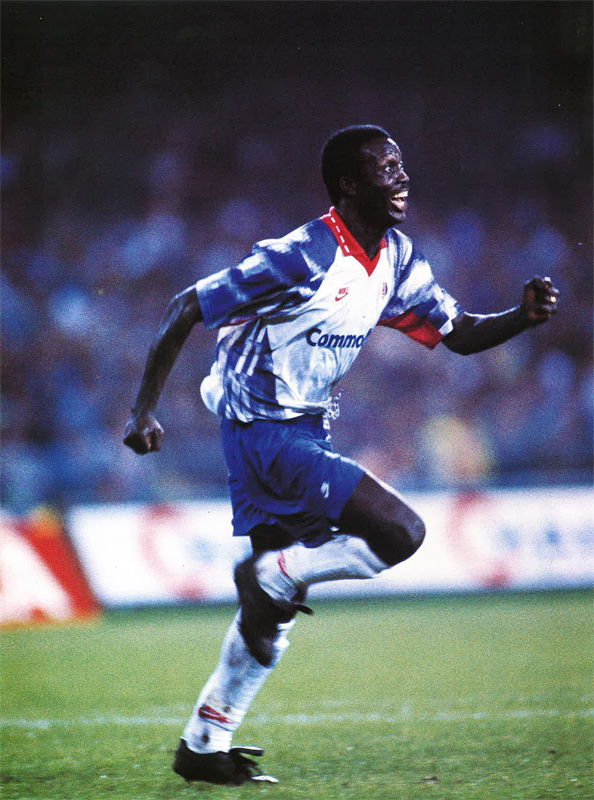
Джордж Веа в составе ПСЖ

Президентом клуба стал ставленник телекомпании Canal+, Мишель Денизо, тренером — португалец Артур Жорже. В сезоне 1991/92 команда заняла третье место в чемпионате, в сезоне 1992/93 — второе место, также выиграла третий Кубок Франции и дошла до полуфинала Кубка УЕФА. Второй чемпионский титул был завоёван в сезоне 1993/94, также команда вышла в полуфинал Кубка обладателей кубков. Как и в первом случае, был установлен новый рекорд беспроигрышной серии в чемпионате Франции — 27 игр. Состав нового ПСЖ Жорже создал за два лета (1991 и 1992), после чего был приобретён только бразилец Раи из «Сан-Паулу». Вратарь Батс завершил карьеру игрока в 1992 году, на его место пришёл Бернар Лама. В защите в 1992—1996 годах играли Лоран Фурнье, Рикардо Гомес, Ален Рош и Патрик Коллетер. В средней линии выступали Поль Ле Гуэн, Валдо, Венсан Герен, Раи, Юри Джоркаефф, Леонардо. В атаке — дуэт Джорджа Веа и Давида Жинолы.
В 1994 году новым тренером стал Луис Фернандес, восемь лет назад покинувший «Пари Сен-Жермен», будучи капитаном и ключевым игроком. В декабре 1994 года «Пари Сен-Жермен» признаётся лучшим футбольным клубом мира.
В сезоне 1994/95 команда занимает третье место, выигрывает четвёртый Кубок Франции и одерживает победу в первом розыгрыше Кубка Лиги, в третий раз подряд выйдя в полуфинал еврокубка — на этот раз Лиги чемпионов. Сезон 1995/96 — упущенное чемпионство. 8 мая 1996 в финале Кубка кубков в Брюсселе парижане выиграли 1:0 у венского «Рапида» благодаря удару центрального защитника Бруно Нготти. Сезон 1996/97 — 2-е место в чемпионате и финал Кубка кубков, проигранный 0:1 испанской «Барселоне». Сезон 1997/98 — кризис по причине травм, и с первого места в середине ноября парижане съехали до итогового 8-го, ПСЖ выиграл Кубок Франции и Кубок Лиги. В отставке оказались тренер последних двух лет бразилец Рикардо Гомес и президент Денизо. Ушли Раи, Ален Рош, Фурнье, Герэн.

### 1998—2011
В 2001 году парижане победили в Кубке Интертото. Артур Жорже стал в середине ноября 1998 года тренером вместо Алена Жиресса, но четыре месяца спустя уступил место Филиппу Бержеро.
В сезоне 2003/2004 ПСЖ с новыми президентом Франсисом Граем и тренером — Вахидом Халилходжичем стал вторым в чемпионате и обладателем Кубка Франции, несмотря на уход бразильца Роналдиньо. Португалец Педру Паулета, прибывший из «Бордо», забил в первый сезон 18 мячей.
В сезоне 2004/2005 Дею и Фиореза ушли в «Олимпик Марсель», Хайнце в «Манчестер Юнайтед», Сорин в «Крузейро», клуб занял 9 место. В сезоне 2005/06 Фурнье меняют на Ги Лякомба — 9-е место в чемпионате и выигрыш Кубка Франции у «Олимпика» 2:1. Canal+ продал контрольный пакет акций ПСЖ американской компании Colony Capital. Президентом клуба стал Ален Кейзак.
В сезоне 2007/2008 ПСЖ выиграл третий Кубок Лиги, в финале Кубка Франции проиграв «Лиону»,[уточнить] и занял 16 место в чемпионате. В следующем сезоне ПСЖ поднялся на 6 место, в Кубке УЕФА дошёл до 1/4 финала, проиграв «Динамо» Киев (0:0 в Париже и 0:3 в Киеве). Летом 2009 года парижане продали Микаэля Ландро в «Лилль», а на его место пришёл Грегори Купе. По ходу сезона игроки парижского клуба подверглись свиному гриппу, команда проиграла 0:3 «Олимпику» на «Парк-Де-Пренс» и заняла 11 место в чемпионате, но выиграла Кубок Франции. Следующий сезон столичный клуб провёл на более достойном уровне, остановившись в шаге от зоны Лиги чемпионов и дойдя до 1/8 Лиги Европы. В период с 2008 по 2010 года «Пари-Сен Жермен» приобрёл несколько именитых, но возрастных игроков: Жером Ротен, Клод Макелеле, Людовик Жюли, Грегори Купе и другие.

### 2011—2016
31 мая 2011 года фонд Qatar Sports Investments выкупил 70 % акций ПСЖ. Катарцам пришлось потратить полгода на переговоры о сделке. Французские СМИ писали, что сам президент Франции (по совместительству болельщик ПСЖ) Николя Саркози курировал контракт о покупке футбольного клуба.
Начиная с этого момента, клуб начал активнее пополняться именитыми игроками. В команду за два сезона пришли Жереми Менез, Блез Матюиди, Мохаммед Сиссоко, Хавьер Пасторе, Максвелл, Алекс Коста, Тиаго Мотта и другие. Однако обновление состава не привело к немедленному успеху. С назначенным на полпути главным тренером Карло Анчелотти, по итогам сезона 2011/2012 ПСЖ занял лишь второе место, уступив первую строчку «Монпелье».
В 2012 году ПСЖ продолжил приглашать известных игроков. В команду пришли Златан Ибрагимович, Тиагу Силва, Эсекьель Лавесси, Марко Верратти, Лукас Моура и Дэвид Бекхэм. ПСЖ досрочно стал чемпионом Франции, в Лиге чемпионов с первого места прошёл в плей-офф (оставив позади «Порту», «Динамо» из Киева и Загреба). В 1/8 была пройдена «Валенсия», а в 1/4 финала парижане уступили «Барселоне» за счёт гостевого гола: 2:2 в Париже и 1:1 на «Камп Ноу». Ибрагимович стал лучшим бомбардиром чемпионата Франции.
В сезоне 2013/14 ПСЖ уверенно лидировал в чемпионате Франции с большим отрывом от конкурентов, Ибрагимович занял первое место в списке бомбардиров. В Лиге чемпионов на стадии 1/4 финала в соперники достался «Челси» под руководством Жозе Моуринью. Первый домашний матч 2 апреля 2014 года ПСЖ выиграл 3:1, но ответном матче проиграл 0:2 и закончил своё выступление в Лиге. 20 апреля 2014 года в матче против «Лиона» ПСЖ завоевал Кубок французской лиги, победив в матче со счётом 2:1, благодаря голам Кавани. В мае 2016 года команду покинули Ибрагимович и Лоран Блан.

### Тренерство Унаи Эмери (2016—2018)

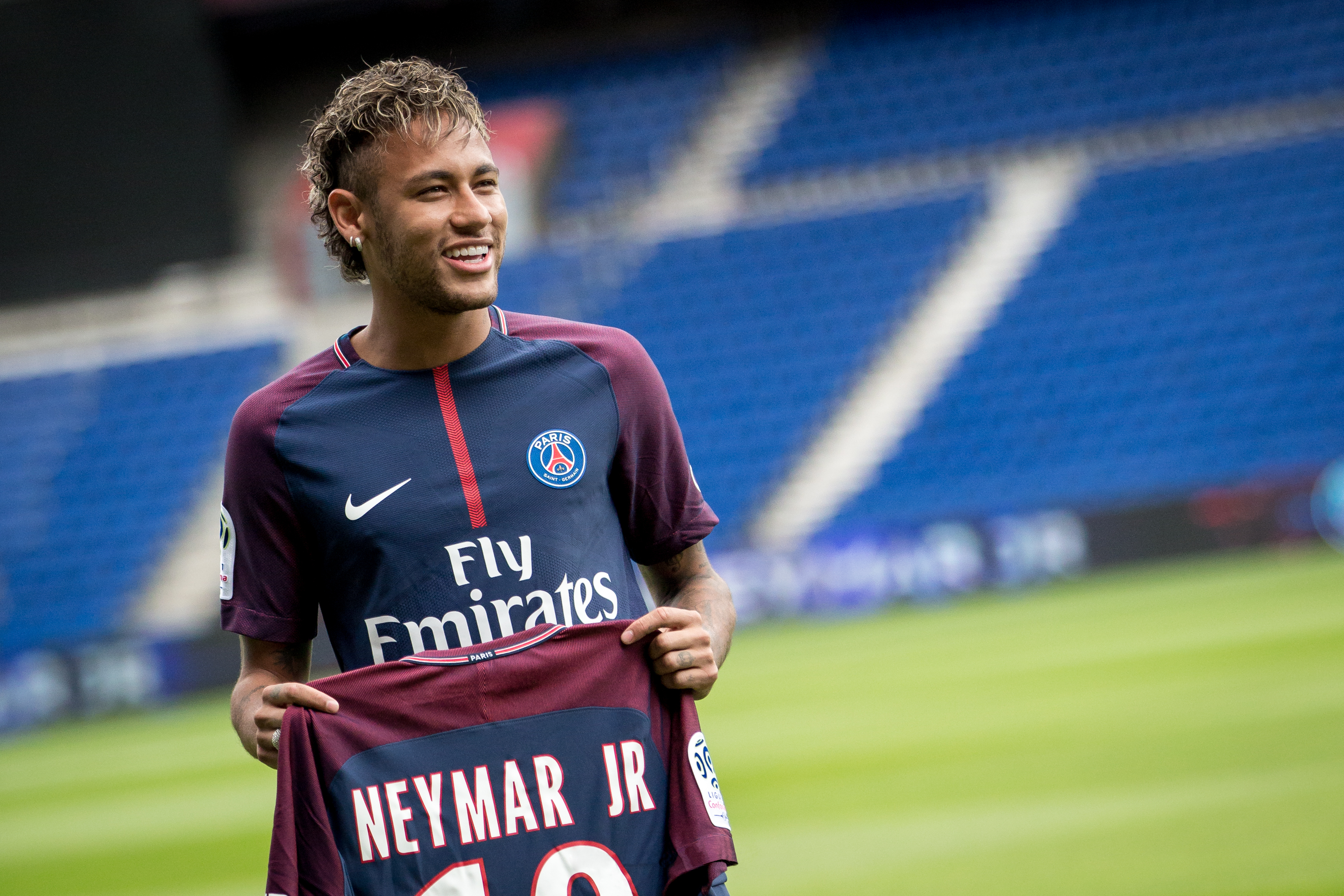
Презентация Неймара в «Пари Сен-Жермен», прошедшая 4 августа 2017 года в Париже

В июне 2016 года новым главным тренером стал испанец Унаи Эмери. При нём команда приобрела множество звёзд, таких как Неймар, Дани Алвес, Килиан Мбаппе. В сезоне 2016/17 парижане выиграли три внутренних трофея: Суперкубок Франции, Кубок Франции и Кубок Французской лиги, при этом команда проиграла Монако борьбу за чемпионство и вылетела из Лиги чемпионов, проиграв «Барселоне» ответный матч после разгрома (4:0, 1:6). Неймар обошёлся ПСЖ в 222 миллиона — это самый дорогой трансфер в истории футбола. В сезоне 2017/18 команда была одним из главных фаворитов в Лиге чемпионов, но уже в 1/8 финала команда вылетела от мадридского «Реала» (1:3, 1:2). Тем не менее, команда взяла все возможные трофеи во Франции: Суперкубок Франции, Кубок Франции, Кубок Французской лиги и Чемпионат Франции, вернув себе чемпионский титул.
В конце сезона Эмери объявил об уходе из ПСЖ.

### Приход Томаса Тухеля (2018—2020)
В конце мая было официально объявлено о назначении немецкого тренера Томаса Тухеля на должность главного тренера на замену ушедшему в «Арсенал» Эмери. Первым новичком команды в летнее трансферное окно стал итальянский вратарь Джанлуиджи Буффон, покинувший «Ювентус» в качестве свободного агента. В сезоне 2018/2019 парижане выиграли два внутренних трофея: Суперкубок Франции и Чемпионат Франции.
В сезоне 2019/20 парижане выиграли все возможные трофеи в Франции: Суперкубок Франции, Чемпионат Франции, Кубок Франции и Кубок Французской лиги. 18 августа 2020 года ПСЖ впервые вышел в финал Лиги чемпионов, где уступил «Баварии» 0:1.
24 декабря 2020 года руководство клуба расторгло контракт с Тухелем.

### Приход Маурисио Почеттино (2021—2022)
2 января 2021 года было официально объявлено о назначении аргентинского специалиста Маурисио Почеттино на пост главного тренера парижан. Контракт был рассчитан до конца лета 2022 года. 14 января команда под руководством аргентинца одолела марсельский «Олимпик» со счётом 2:1 в Суперкубке Франции. По итогам сезона команда выиграла Кубок Франции, а в чемпионате команда стала второй, пропустив вперёд «Лилль». В Лиге чемпионов команда дошла до полуфинала, проиграв по сумме двух матчей «Манчестер Сити», но при этом выбила из борьбы «Барселону» и действующего победителя «Баварию».
10 августа в команду из «Барселоны» перешёл в качестве свободного агента Лионель Месси.
4 апреля 2022 года ПСЖ досрочно выиграл Лигу 1, сыграв с «Лансом» 1:1.
5 июля 2022 года ПСЖ объявил о прекращении сотрудничества с Почеттино.

### Приход Кристофа Гальтье (2022—2023)
5 июля 2022 года было официально объявлено о назначении Кристофа Гальтье на пост главного тренера парижан, подписав контракт на два года. В сезоне 2022/23 парижане выиграли два трофея: Лигу 1 и Суперкубок Франции. В Лиге чемпионов сезона 2022/23, команда в 1/8 финала крупно уступила мюнхенской «Баварии» (0:1, 0:2). 30 июня 2023 года Кристоф Гальтье и его сын Джон Валович были арестованы полицией в Ницце по обвинению в расизме и дискриминации: стало известно, что в разговоре с бывшим спортивным директором «Ниццы» Жюльеном Фурнье тренер «ПСЖ» возмутился тем, что в составе его клуба играет слишком много мусульман и темнокожих. 5 июля 2023 года контракт Гальтье с ПСЖ был расторгнут по соглашению сторон.

### Тренерство Луиса Энрике (с 2023 года)
5 июля 2023 года Луис Энрике официально стал главным тренером «Пари Сен-Жермен», подписав двухлетний контракт. В первом сезоне выиграл с клубом все внутренние трофеи Франции (Лигу 1, Кубок и Суперкубок), а в Лиге чемпионов дошёл до полуфинала, где ПСЖ уступил дортмундской «Боруссии» с общим счётом 0:2 (0:1, 0:1). Во втором сезоне Энрике снова выиграл все внутренние трофеи Франции (Лигу 1, Кубок и Суперкубок). В Лиге чемпионов парижский клуб обыграл «Брест» в стыковых матчах (10:0), «Ливерпуль» в 1/8 финала (1:1; 4:1 в серии пенальти), «Астон Виллу» в четвертьфинале (5:4) и «Арсенал» в полуфинале (3:1), таким образом получив путёвку во второй в своей истории финал турнира. В финале клуб разгромил миланский «Интер» (5:0), совершив крупнейший разгром в истории финалов розыгрышей кубка и завоевав свой первый в истории трофей Лиги чемпионов. «Пари Сен-Жермен» в сезоне 2024/2025 стал девятой командой Европы и первой командой из Франции, которая сделала «требл» — выиграли чемпионат Франции, Кубок Франции и Лигу чемпионов. 13 августа 2025 года в матче за Суперкубок УЕФА 2025, после счёта 2:2 в основное время, ПСЖ в серии пенальти победил «Тоттенхэм Хотспур» и стал обладателем трофея.

## Финансы
В 1991 году клуб был куплен каналом французского телевидения — Canal+. ПСЖ получил колоссальные 40 % своего дохода от телетрансляций и стал одним из самых богатых клубов в Франции. Canal+ стал мажоритарным акционером клуба в 1997 году и единственным акционером в 2005 году. С 1991 по 1998 год расходы клуба составили € 50 млн за сезон, благодаря подъёму телевизионных прав и увеличением числа зрителей на «Парк де Пренс», а также отличными результатами в национальных и европейских соревнованиях. После ухода Мишеля Денизота в 1998 году клуб начал накапливать долги, которые достигли € 96 млн в 2002 году. Долг был перед владельцами и в 2004-м клуб удалось рекапитализировать, конвертировав долги в акции. Но это не исправило дефицита бюджета, которые составляли примерно по 30 млн евро в сезон. С 2004 по 2006 год ПСЖ был единственным французским клубом с большим дефицитом, потери составили € 30 млн. Оборот клуба, однако, увеличился с € 69 млн до € 80 млн.
В 2006 году ПСЖ был куплен двумя инвестиционными фондами: Colony Capital (США), Butler Capital Partners (Франция) и американским банком — Morgan Stanley. К моменту продажи клуб стоил около 41 млн евро. Дефицит уже к тому времени сократился в среднем до 15 млн евро в год. 30 июня 2009 года «Колони Капитал» купил часть Morgan Stanley и стал акционером, владея большей частью акций, последние сохранили 5 % акций.
31 мая 2011 года фонд Qatar Sports Investments выкупил 70 % акций ПСЖ. Colony Capital и Morgan Stanley сохранили 29 % и 1 % акций соответственно. QSI приобрёл акции за 50 млн евро, затем покрыл долг в размере 20 млн евро, а также закрыл дефицит 28 млн евро за сезон 2010—2011. В 2012-м QSI уже стал единоличным владельцем клуба, а по результатам всех транзакций клуб оценили в примерно 100 млн евро. Таким образом, ПСЖ стал самым богатым клубом во Франции и одним из самых богатых клубов в мире.
Летом 2017 года ПСЖ потратил огромные деньги на приобретение новичков (Неймар, Мбаппе, Дани Алвес, Юри Берчиче). По следам этого УЕФА открыл расследование по делу о нарушении финансового фейр-плей. В УЕФА подозревали, что спонсоры команды имеют принадлежность к владельцам клуба. 13 июня 2018 года следственная палата УЕФА прекратила расследование. Финансовых нарушений, требующих наказания клуба, выявлено не было. 22 июня 2018 года УЕФА решил пересмотреть ранее принятое решение о прекращении расследования. Однако официально это решение УЕФА было оформлено только 3 октября 2018 года.

## Клубная форма

### Домашняя
| 1970—1973 | 1973—1981 | 1981—1992 | 1992/93 | 1993/94 | 1994/95 | 1995/96 | 1996/97 | 1997/98 | 1998/99 |  |  |  |  |  |
| 1999/00   | 2000/01   | 2001/02   | 2002/03 | 2003/04 | 2004/05 | 2005/06 | 2006/07 | 2007/08 | 2008/09 |  |  |  |  |  |
| 2009/10   | 2010/11   | 2011/12   | 2012/13 | 2013/14 | 2014/15 | 2015/16 | 2016/17 | 2017/18 | 2018/19 |  |  |  |  |  |
| 2019/20   | 2020/21   | 2021/22   | 2022/23 | 2023/24 | 2024/25 | 2025/26 |         |         |         |  |  |  |  |  |

### Гостевая
| 1970—1971 | 1971—1972 | 1972—1973 | 1973—1974 | 1974—1976 | 1976—1981 | 1981—1987 | 1987—1990 | 1992/93 | 1993/94 |  |  |  |  |
| 1994/1995 | 1995/96   | 1996/97   | 1997/98   | 1998/99   | 1999/01   | 2001/02   | 2002/03   | 2003/04 | 2004/05 |  |  |  |  |
| 2005/06   | 2006/07   | 2007/08   | 2008/09   | 2009/10   | 2010/11   | 2011/12   | 2012/13   | 2013/14 | 2014/15 |  |  |  |  |
| 2015/16   | 2016/17   | 2017/18   | 2018/19   | 2019/20   | 2020/21   | 2021/22   | 2022/23   | 2023/24 | 2024/25 |  |  |  |  |

### Резервная
| 1971/72 | 1972/73 | 1973/74 | 1974/75 | 1975/76 | 1976/77 | 1977/78 | 1981/83 | 1986/87 | 1987/88 |  |
| 1988/89 | 1993/94 | 1996/97 | 1997/98 | 1999/00 | 2001/02 | 2003/04 | 2004/05 | 2005/06 | 2006/07 |  |
| 2007/08 | 2008/09 | 2010/11 | 2011/12 | 2012/13 | 2013/14 | 2014/15 | 2015/16 | 2016/17 | 2017/18 |  |
| 2019/20 | 2020/21 | 2021/22 | 2022/23 | 2023/24 | 2024/25 | 2025/26 |         |         |         |  |

#### Специальная
| 2004/05 | 2019/20 | 2020/21 | 2021/22 | 2022/23 | 2023/24 | 2024/25 |  |  |  |  |  |

#### Кубковая/Еврокубковая
| 2001/02 | 2004/05 | 2018/19 · Домашняя | Ошибка Lua: too many expensive function calls. |

Источники:,,,,,,

## Главные тренеры
Следующие главные тренеры выиграли хотя бы один крупный турнир с ПСЖ:
| Имя                | Период работы       | Показатели | Показатели | Показатели | Показатели | Показатели | Показатели | Показатели | Выигранные турниры                                                                                           |
| Имя                | Период работы       | М          | В          | Н          | П          | МЗ         | МП         | % побед    | Выигранные турниры                                                                                           |
| ------------------ | ------------------- | ---------- | ---------- | ---------- | ---------- | ---------- | ---------- | ---------- | --- |
| Пьер Фелипон       | 1970—1972           | 74         | 30         | 22         | 22         | 112        | 97         | 40,54      | 1 чемпионский титул Второго дивизиона                                                                        |
| Жорж Пейрош        | 1979—1983 1984—1985 | 211        | 100        | 46         | 65         | 350        | 273        | 47,39      | 2 Кубка Франции                                                                                              |
| Жерар Улье         | 1985—1987 1988      | 123        | 55         | 34         | 34         | 146        | 107        | 44,72      | 1 чемпионский титул Первого дивизиона                                                                        |
| Артур Жорже        | 1991—1994 1998—1999 | 167        | 84         | 53         | 30         | 236        | 118        | 50,30      | 1 чемпионский титул Первого дивизиона, 1 Кубок Франции                                                       |
| Луис Фернандес     | 1994—1996 2000—2003 | 244        | 125        | 61         | 58         | 361        | 209        | 51,23      | 1 Кубок Франции, 1 Кубок лиги, 1 Суперкубок Франции, 1 Кубок обладателей кубков УЕФА, 1 Кубок Интертото      |
| Рикардо Гомес      | 1996—1998           | 106        | 54         | 24         | 28         | 164        | 106        | 50,94      | 1 Кубок Франции, 1 Кубок лиги                                                                                |
| Ален Жиресс        | 1998                | 11         | 4          | 2          | 5          | 10         | 11         | 36,36      | 1 Суперкубок Франции                                                                                         |
| Вахид Халилходжич  | 2003—2005           | 80         | 36         | 27         | 17         | 100        | 75         | 45,00      | 1 Кубок Франции                                                                                              |
| Ги Лякомб          | 2005—2007           | 54         | 18         | 20         | 16         | 70         | 57         | 33,33      | 1 Кубок Франции                                                                                              |
| Поль Ле Гуэн       | 2007—2009           | 132        | 62         | 30         | 40         | 167        | 127        | 46,97      | 1 Кубок лиги                                                                                                 |
| Антуан Комбуаре    | 2009—2011           | 134        | 61         | 39         | 34         | 205        | 138        | 45,52      | 1 Кубок Франции                                                                                              |
| Карло Анчелотти    | 2011—2013           | 77         | 49         | 19         | 9          | 153        | 64         | 63,64      | 1 чемпионский титул Лиги 1                                                                                   |
| Лоран Блан         | 2013—2016           | 173        | 126        | 31         | 16         | 391        | 126        | 72,83      | 3 чемпионских титула Лиги 1, 2 Кубка Франции, 3 Кубка лиги, 3 Суперкубка Франции                             |
| Унаи Эмери         | 2016—2018           | 114        | 87         | 15         | 12         | 256        | 87         | 76,32      | 1 чемпионский титул Лиги 1, 2 Кубка Франции, 2 Кубка лиги, 2 Суперкубка Франции                              |
| Томас Тухель       | 2018—2020           | 127        | 95         | 13         | 19         | 337        | 103        | 74,80      | 2 чемпионских титула Лиги 1, 1 Кубок Франции, 1 Кубок лиги, 2 Суперкубка Франции                             |
| Маурисио Почеттино | 2021—2022           | 84         | 56         | 13         | 15         | 197        | 89         | 66,67      | 1 чемпионский титул Лиги 1, 1 Кубок Франции, 1 Суперкубок Франции                                            |
| Кристоф Гальтье    | 2022—2023           | 50         | 34         | 6          | 10         | 120        | 53         | 68,00      | 1 чемпионский титул Лиги 1, 1 Суперкубок Франции                                                             |
| Луис Энрике        | 2023—н. в.          | 111        | 77         | 20         | 14         | 276        | 107        | 69,37      | 2 чемпионских титула Лиги 1, 2 Кубка Франции, 2 Суперкубка Франции, 1 Лига чемпионов УЕФА, 1 Суперкубок УЕФА |

## Достижения

### Национальные
- Чемпионат Франции (Лига 1)

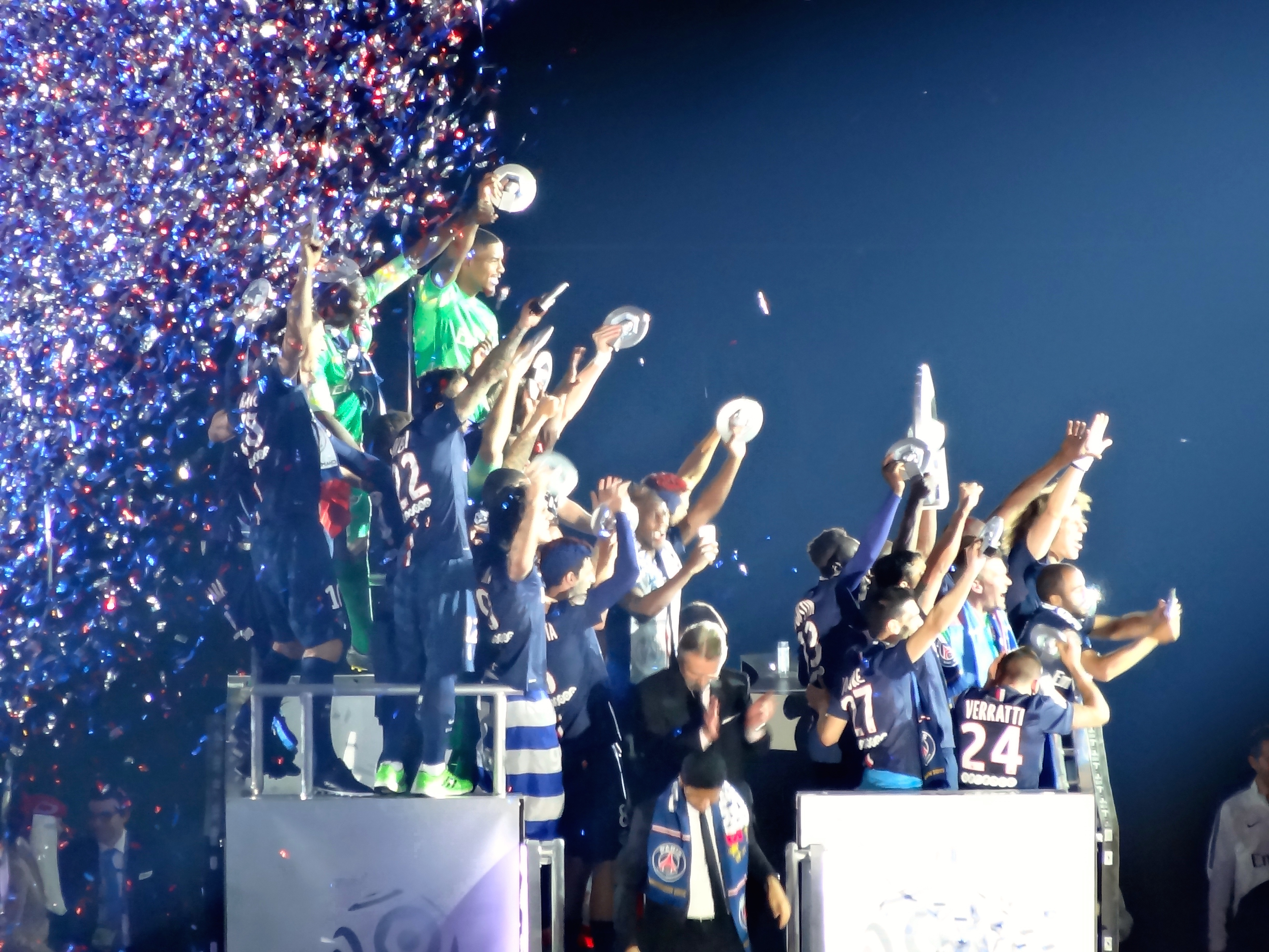
Игроки ПСЖ чемпионы сезона 2014/15

  - Чемпион (13, рекорд): 1985/86, 1993/94, 2012/13, 2013/14, 2014/15, 2015/16, 2017/18, 2018/19, 2019/20, 2021/22, 2022/23, 2023/24, 2024/25
  - Вице-чемпион (9): 1988/89, 1992/93, 1995/96, 1996/97, 1999/00, 2003/04, 2011/12, 2016/17, 2020/21
- Чемпионат Франции (Лига 2)
  - Победитель: 1970/71
- Кубок Франции
  - Обладатель (16, рекорд): 1981/82, 1982/83, 1992/93, 1994/95, 1997/98, 2003/04, 2005/06, 2009/10, 2014/15, 2015/16, 2016/17, 2017/18, 2019/20, 2020/21, 2023/24, 2024/25
  - Финалист (5): 1984/85, 2002/03, 2007/08, 2010/11, 2018/19
- Кубок французской лиги
  - Обладатель (9, рекорд): 1994/95, 1997/98, 2007/08, 2013/14, 2014/15, 2015/16, 2016/17, 2017/18, 2019/20
  - Финалист: 1999/00
- Суперкубок Франции
  - Обладатель (13, рекорд): 1995, 1998, 2013, 2014, 2015, 2016, 2017, 2018, 2019, 2020, 2022, 2023, 2024

### Международные
- Лига чемпионов УЕФА
  - Победитель: 2024/25
  - Финалист: 2019/20
- Кубок обладателей кубков УЕФА
  - Обладатель: 1995/96
  - Финалист: 1996/97
- Кубок Интертото
  - Победитель: 2001
- Суперкубок УЕФА
  - Обладатель: 2025
- Клубный чемпионат мира
  - Финалист: 2025

## Статистика выступлений в чемпионатах Франции
| Сезон   | Ранг | Турнир            | Место | И  | В  | Н  | П  | ГЗ  | ГП | Очки |
| ------- | ---- | ----------------- | ----- | -- | -- | -- | -- | --- | -- | ---- |
| 1970/71 | 2    | Лига 2 (Центр)    | 1     | 30 | 17 | 11 | 2  | 52  | 23 | 45   |
| 1971/72 | 1    | Лига 1            | 16    | 38 | 10 | 10 | 18 | 51  | 67 | 30   |
| 1972/73 | 3    | Лига 3 (Запад)    | 2     | 30 | 17 | 8  | 5  | 67  | 28 | 42   |
| 1973/74 | 2    | Лига 2 (группа B) | 2     | 34 | 19 | 6  | 9  | 70  | 42 | 57   |
| 1974/75 | 1    | Лига 1            | 15    | 38 | 12 | 12 | 14 | 57  | 65 | 37   |
| 1975/76 | 1    | Лига 1            | 14    | 38 | 13 | 11 | 14 | 63  | 60 | 39   |
| 1976/77 | 1    | Лига 1            | 9     | 38 | 17 | 8  | 13 | 65  | 55 | 42   |
| 1977/78 | 1    | Лига 1            | 11    | 38 | 14 | 8  | 16 | 75  | 66 | 36   |
| 1978/79 | 1    | Лига 1            | 13    | 38 | 14 | 8  | 16 | 59  | 66 | 36   |
| 1979/80 | 1    | Лига 1            | 7     | 38 | 15 | 10 | 13 | 59  | 52 | 40   |
| 1980/81 | 1    | Лига 1            | 5     | 38 | 17 | 12 | 9  | 62  | 50 | 46   |
| 1981/82 | 1    | Лига 1            | 7     | 38 | 17 | 9  | 12 | 58  | 45 | 43   |
| 1982/83 | 1    | Лига 1            | 3     | 38 | 20 | 7  | 11 | 66  | 49 | 47   |
| 1983/84 | 1    | Лига 1            | 4     | 38 | 18 | 11 | 9  | 56  | 37 | 47   |
| 1984/85 | 1    | Лига 1            | 13    | 38 | 13 | 7  | 18 | 58  | 73 | 33   |
| 1985/86 | 1    | Лига 1            | 1     | 38 | 23 | 10 | 5  | 66  | 33 | 56   |
| 1986/87 | 1    | Лига 1            | 7     | 38 | 14 | 13 | 11 | 35  | 33 | 41   |
| 1987/88 | 1    | Лига 1            | 15    | 38 | 12 | 10 | 16 | 36  | 45 | 34   |
| 1988/89 | 1    | Лига 1            | 2     | 38 | 19 | 13 | 6  | 45  | 26 | 70   |
| 1989/90 | 1    | Лига 1            | 5     | 38 | 18 | 6  | 14 | 50  | 48 | 42   |
| 1990/91 | 1    | Лига 1            | 9     | 38 | 12 | 13 | 13 | 40  | 42 | 38   |
| 1991/92 | 1    | Лига 1            | 3     | 38 | 15 | 17 | 6  | 43  | 27 | 47   |
| 1992/93 | 1    | Лига 1            | 2     | 38 | 20 | 11 | 7  | 61  | 29 | 51   |
| 1993/94 | 1    | Лига 1            | 1     | 38 | 24 | 11 | 3  | 54  | 22 | 59   |
| 1994/95 | 1    | Лига 1            | 3     | 38 | 20 | 7  | 11 | 58  | 41 | 67   |
| 1995/96 | 1    | Лига 1            | 2     | 38 | 19 | 11 | 8  | 65  | 36 | 68   |
| 1996/97 | 1    | Лига 1            | 2     | 38 | 18 | 13 | 7  | 57  | 31 | 67   |
| 1997/98 | 1    | Лига 1            | 8     | 34 | 14 | 8  | 12 | 43  | 35 | 50   |
| 1998/99 | 1    | Лига 1            | 9     | 34 | 10 | 9  | 15 | 34  | 35 | 39   |
| 1999/00 | 1    | Лига 1            | 2     | 34 | 16 | 10 | 8  | 54  | 40 | 58   |
| 2000/01 | 1    | Лига 1            | 9     | 34 | 12 | 8  | 14 | 44  | 45 | 44   |
| 2001/02 | 1    | Лига 1            | 4     | 34 | 15 | 13 | 6  | 43  | 24 | 58   |
| 2002/03 | 1    | Лига 1            | 11    | 38 | 14 | 12 | 12 | 47  | 36 | 54   |
| 2003/04 | 1    | Лига 1            | 2     | 38 | 22 | 10 | 6  | 50  | 28 | 76   |
| 2004/05 | 1    | Лига 1            | 9     | 38 | 12 | 15 | 11 | 40  | 41 | 51   |
| 2005/06 | 1    | Лига 1            | 9     | 38 | 13 | 13 | 12 | 44  | 38 | 52   |
| 2006/07 | 1    | Лига 1            | 15    | 38 | 12 | 12 | 14 | 42  | 42 | 48   |
| 2007/08 | 1    | Лига 1            | 16    | 38 | 10 | 13 | 15 | 37  | 45 | 43   |
| 2008/09 | 1    | Лига 1            | 6     | 38 | 19 | 7  | 12 | 49  | 38 | 64   |
| 2009/10 | 1    | Лига 1            | 13    | 38 | 12 | 11 | 15 | 50  | 46 | 47   |
| 2010/11 | 1    | Лига 1            | 4     | 38 | 15 | 15 | 8  | 56  | 41 | 60   |
| 2011/12 | 1    | Лига 1            | 2     | 38 | 23 | 10 | 5  | 75  | 41 | 79   |
| 2012/13 | 1    | Лига 1            | 1     | 38 | 25 | 8  | 5  | 69  | 23 | 83   |
| 2013/14 | 1    | Лига 1            | 1     | 38 | 27 | 8  | 3  | 84  | 23 | 89   |
| 2014/15 | 1    | Лига 1            | 1     | 38 | 24 | 11 | 3  | 83  | 36 | 83   |
| 2015/16 | 1    | Лига 1            | 1     | 38 | 30 | 6  | 2  | 102 | 19 | 96   |
| 2016/17 | 1    | Лига 1            | 2     | 38 | 27 | 6  | 5  | 83  | 27 | 87   |
| 2017/18 | 1    | Лига 1            | 1     | 38 | 29 | 6  | 3  | 108 | 29 | 93   |
| 2018/19 | 1    | Лига 1            | 1     | 38 | 29 | 4  | 5  | 105 | 35 | 91   |
| 2019/20 | 1    | Лига 1            | 1     | 27 | 22 | 2  | 3  | 75  | 24 | 68   |
| 2020/21 | 1    | Лига 1            | 2     | 38 | 26 | 4  | 8  | 86  | 28 | 82   |
| 2021/22 | 1    | Лига 1            | 1     | 38 | 26 | 8  | 4  | 90  | 36 | 86   |
| 2022/23 | 1    | Лига 1            | 1     | 38 | 27 | 4  | 7  | 89  | 40 | 85   |
| 2023/24 | 1    | Лига 1            | 1     | 34 | 22 | 10 | 2  | 81  | 33 | 76   |
| 2024/25 | 1    | Лига 1            | 1     | 34 | 26 | 6  | 2  | 92  | 35 | 84   |

## Текущий состав
| 1  | Италия     | Вр  | Джанлуиджи Доннарумма            | 1999 |  |  |  |  |  |
| 30 | Франция    | Вр  | Люка Шевалье                     | 2001 |  |  |  |  |  |
| 39 | Россия     | Вр  | Матвей Сафонов                   | 1999 |  |  |  |  |  |
| 80 | Испания    | Вр  | Арнау Тенас                      | 2001 |  |  |  |  |  |
| 89 | Италия     | Вр  | Ренато Марин                     | 2006 |  |  |  |  |  |
|    |            |     |                                  |      |  |  |  |  |  |
| 2  | Марокко    | Защ | Ашраф Хакими                     | 1998 |  |  |  |  |  |
| 3  | Франция    | Защ | Преснель Кимпембе (вице-капитан) | 1995 |  |  |  |  |  |
| 4  | Бразилия   | Защ | Лукас Бералдо                    | 2003 |  |  |  |  |  |
| 5  | Бразилия   | Защ | Маркиньос (капитан)              | 1994 |  |  |  |  |  |
| 6  | Украина    | Защ | Илья Забарный                    | 2002 |  |  |  |  |  |
| 21 | Франция    | Защ | Люка Эрнандес                    | 1996 |  |  |  |  |  |
| 25 | Португалия | Защ | Нуну Мендеш                      | 2002 |  |  |  |  |  |
| 51 | Эквадор    | Защ | Вильян Пачо                      | 2001 |  |  |  |  |  |
|    |            |     |                                  |      |  |  |  |  |  |

| 8  | Испания          | ПЗ  | Фабиан Руис       | 1996 |  |  |  |  |  |
| 17 | Португалия       | ПЗ  | Витинья           | 2000 |  |  |  |  |  |
| 19 | Республика Корея | ПЗ  | Ли Кан Ин         | 2001 |  |  |  |  |  |
| 24 | Франция          | ПЗ  | Сенни Меюлю       | 2006 |  |  |  |  |  |
| 33 | Франция          | ПЗ  | Варрен Заир-Эмри  | 2006 |  |  |  |  |  |
| 87 | Португалия       | ПЗ  | Жуан Невеш        | 2004 |  |  |  |  |  |
|    |                  |     |                   |      |  |  |  |  |  |
| 7  | Грузия           | Нап | Хвича Кварацхелия | 2001 |  |  |  |  |  |
| 9  | Португалия       | Нап | Гонсалу Рамуш     | 2001 |  |  |  |  |  |
| 10 | Франция          | Нап | Усман Дембеле     | 1997 |  |  |  |  |  |
| 14 | Франция          | Нап | Дезире Дуэ        | 2004 |  |  |  |  |  |
| 29 | Франция          | Нап | Брадли Баркола    | 2002 |  |  |  |  |  |
| 49 | Франция          | Нап | Ибраим Мбайе      | 2008 |  |  |  |  |  |

#### Игроки в аренде
| \| № \| \| Поз. \| Имя \| Год рождения \| \| -- \| \| ---- \| -------------------------------------------- \| ------------ \| \| 20 \| \| ПЗ \| Габриэл Москардо (в «Браге» до 30 июня 2026) \| 2005 \| \| 42 \| \| Защ \| Йорам Заге (в «Копенгагене» до 30 июня 2026) \| 2006 \| |          |      |                                              |              |
| № |          | Поз. | Имя                                          | Год рождения |
| 20 | Бразилия | ПЗ   | Габриэл Москардо (в «Браге» до 30 июня 2026) | 2005         |
| 42 | Франция  | Защ  | Йорам Заге (в «Копенгагене» до 30 июня 2026) | 2006         |

## Рекорды игроков

### По количеству матчей
- Это список игроков с наибольшим количеством матчей в истории клуба.

| №  | Имя              | Период     | Матчи |
| -- | ---------------- | ---------- | ----- |
| 1  | Маркиньос        | 2013—н. в. | 491   |
| 2  | Жан-Марк Пилорже | 1975—1989  | 436   |
| 3  | Марко Верратти   | 2012—2023  | 416   |
| 4  | Сильвен Арман    | 2004—2013  | 380   |
| 5  | Сафет Сушич      | 1982—1991  | 345   |
| 6  | Поль Ле Гуэн     | 1991—1998  | 343   |
| 7  | Бернар Лама      | 1992—1997  | 318   |
| 8  | Тиагу Силва      | 2012—2020  | 315   |
| 9  | Мустафа Дахлеб   | 1974—1984  | 310   |
| 10 | Килиан Мбаппе    | 2017—2024  | 308   |

### По количеству голов
- Это список игроков с наибольшим количеством голов в истории клуба.

| №  | Имя                | Период    | Голы | Матчи |
| -- | ------------------ | --------- | ---- | ----- |
| 1  | Килиан Мбаппе      | 2017—2024 | 256  | 308   |
| 2  | Эдинсон Кавани     | 2013—2020 | 200  | 301   |
| 3  | Златан Ибрагимович | 2012—2016 | 156  | 180   |
| 4  | Неймар             | 2017—2023 | 118  | 173   |
| 5  | Педру Паулета      | 2003—2008 | 109  | 211   |
| 6  | Доминик Рошто      | 1980—1988 | 100  | 255   |
| 7  | Мустафа Дахлеб     | 1974—1984 | 98   | 310   |
| 8  | Франсуа М’Пеле     | 1973—1979 | 95   | 217   |
| 9  | Анхель Ди Мария    | 2015—2022 | 93   | 294   |
| 10 | Сафет Сушич        | 1982—1991 | 85   | 344   |

## Личные достижения игроков «Пари Сен-Жермен»

### Обладатели «Золотого мяча»
Следующие футболисты получили «Золотой мяч», выступая за «Пари Сен-Жермен»:
- Лионель Месси — 2021

### Игроки года по версии ФИФА
Следующие футболисты были признаны футболистами года по версии ФИФА, выступая за «Пари Сен-Жермен»:
- Лионель Месси — 2022

### Лучшие игроки чемпионата мира
Следующие футболисты были признаны лучшими игроками чемпионата мира, являясь игроками «Пари Сен-Жермен»:
- Лионель Месси — 2022

### Чемпионы мира
Следующие футболисты становились чемпионами мира, являясь игроками «Пари Сен-Жермен»:

| - Раи — 1994 - Бернар Лама — 1998 - Роналдиньо — 2002 - Альфонс Ареола — 2018 | - Преснель Кимпембе — 2018 - Килиан Мбаппе — 2018 - Лионель Месси — 2022 |

### Чемпионы Европы
Следующие футболисты становились чемпионами Европы, являясь игроками «Пари Сен-Жермен»:

| - Доминик Рошто — 1984 - Луис Фернандес — 1984 - Бернар Лама — 2000 | - Марко Верратти — 2020 - Алессандро Флоренци — 2020 - Фабиан Руис — 2024 |

### Победители Лиги наций
Следующие футболисты становились победителями Лиги наций УЕФА, являясь игроками «Пари Сен-Жермен»:

| - Килиан Мбаппе — 2021 - Преснель Кимпембе — 2021 - Фабиан Руис — 2023 - Витинья — 2025 | - Нуну Мендеш — 2025 - Жуан Невеш — 2025 - Гонсалу Рамуш — 2025 |

### Олимпийские чемпионы
Следующие футболисты становились Олимпийскими чемпионами, являясь игроками «Пари Сен-Жермен»:

| - Жан-Клод Лему — 1984 - Маркиньос — 2016 | - Арнау Тенас — 2024 |

### Обладатели Кубка конфедераций
Следующие футболисты становились обладателями Кубка конфедераций, являясь игроками «Пари Сен-Жермен»:

| - Николя Анелька — 2001 - Лоран Робер — 2001 - Лукас Моура — 2013 | - Тиаго Силва — 2013 - Юлиан Дракслер — 2017 - Кевин Трапп — 2017 |

## Киберспорт
Ошибка Lua: too many expensive function calls.
5 октября 2016 года Футбольный клуб «Пари Сен-Жермен» подтвердил информацию о создании киберспортивного подразделения.
С 2018 по 2023 года владела командой LGD киберспортивной дисциплины Dota 2.
В 2020 году запустили тренировочные академии в играх FIFA 21 и Brawl Stars.
В сентябре 2023 году прекратила партнёрство с китайской организацией LGD Gaming.
С октября 2023 года сотрудничает с арабской организацией Quest Esports по киберспортивной дисциплины Dota 2.